# محمد سعيد أتم
محمد سعيد أتم ( (بالصومالية: Maxamed Siciid Atam)‏، مهرّب أسلحة صومالي وزعيم فصيل تابع لحركة الشباب. سلّم نفسه للحكومة الصومالية في 7 يونيو 2014. 

## ناشط في حركة الشباب
يُعتبر محمد سعيد أتم مهرّب أسلحة مدرج في قوائم المراقبة الأمنية للولايات المتحدة والأمم المتحدة، ارتبط اسم أتم بحركة الشباب المرتبطة بالقاعدة والتي تشن حربًا ضد الحكومة الفيدرالية في الصومال، ووفقًا لتقرير صادرة عن مجموعة المراقبة التابعة للأمم المتحدة لعام 2008، فإنه تحالف مع حركة الشباب وقد يتلقى تعليمات من زعيم الحركة فؤاد محمد خلف" شنغولي ". 

## معركةجلجله
في عام 2010، تمركزت الميليشيات التي يقودها أتم في بلدة جلجله في بونتلاند . في نفس العام، أعلن الحرب على إدارة ولاية بونتلاند المتمعة بالحكم الذاتي والواقعة في شمال شرق البلاد،وأعلن في 28 يوليو رسميا أنه جناح تابع لحركة الشباب، وأنهم متوافقون في الأهداف. 
في 8 أغسطس 2010، شنت قوات الأمن بولاية بونتلاند هجومًا ضد مسلحي أتم ، المتمركزين في هضبة جلجله الوعرة. وكان أتم قد لاذ بالفرار قبل الهجوم مباشرة، وخلفت المواجهات أكثر من 100 قتيل من المسلحين،  بعد أن وعد رجاله قبل الهجوم بقدوم تعزيزات من حركة الشباب عبر بلدة برعو في أرض الصومال المجاورة.  بحلول أواخر أكتوبر، كانت القوات المسلحة التابعة لولاية بونتلاند قد استولت على آخر معاقل حركة الشباب في تلك المناطق. 
في 11 مايو 2011، اندلع القتال مرة أخرى في هضبة جلجله، حيث حاول مسلحون موالون لأتم نصب كمين لمقاتلي ولاية بونتلاند في غارة شنوها في وقت مبكر من ذلك اليوم.  وبحسب ما ورد قُتل خمسة من قوات بونتلاند وجُرح أربعة في المعركة التي تلت ذلك، بينما قُتل ما لا يقل عن 21 من رجال الميليشيات التابعة لحركة الشباب. وفر المقاتلون المتبقون إلى مخابئهم الجبلية، ونفذت القوات المسلحة بولاية بونتلاند عمليات عسكرية تطارد فيها منفذي الهجوم. 
في 30 ديسمبر 2011، هاجمت مليشيات أتم مرة أخرى قوات ولاية بونتلاند المتمركزين في قرية لاج التي تبعد حوالي 30 كم من مدينة بوصاصو العاصمة التجارية للولاية، وأسفرت المواجهات عن مقتل جنديين في قوات ولاية بونتلاند. 

## اتهامصوماليلاندبدعم أتم
في أكتوبر 2010، أفاد موقع Garowe Online أن أتم كان يختبئ في أرض الصومال بعد كل مطاردة تنفذها سلطات ولاية بونتلاند لدوره في محاولات اغتيال استهدفت مسؤولي بونتلاند وكذلك تفجيرات نفذها في مناطق حساسة.  وبحسب الموقع فإن العديد من أتباع أتم تلقوا رعاية طبية في البلاد، بعد أن أصيبوا في غارة نفذتها سلطات بونتلاند في هضبة جلجله.  ووفقًا لوثائق حكومة بونتلاند، فإن حكومة طاهر ريال كاهن رئيس أرض الصومال قامت في عام 2006 بتمويل أتم ورجاله وعرض المساعدة العسكرية له كجزء من الحملة الرامية لزعزعة استقرار الولاية المتمتعة بالحكم الذاتي من خلال وكلاء ولصرف الانتباه عن محاولات حكومة أرض الصومال تأكيد سيطرتها على محافظة سول المتنازع عليها، كما زعمت وكالة الاستخبارات في بونتلاند (PIA) أن أكثر من 70 جنديًا من أرض الصومال يتقاضون رواتب من الحكومة قد قاتلوا جنبًا إلى جنب مع ميليشيات أتم خلال معركة جلجله، بما في ذلك مسؤول استخباراتي معروف في أرض الصومال توفي في المعركة التي تلت ذلك.  في يناير 2011، أصدرت حكومة بونتلاند بيانًا صحفيًا اتهمت فيه إدارة أرض الصومال بتوفير ملاذ آمن لأتم ومحاولة إحياء فلول ميليشياته.  ونفت سلطات صوماليلاند، التي وصفت أتم سابقًا بأنه "إرهابي"،  بشدة جميع التهم، ووصفتها بأنها "لا أساس لها من الصحة" وتهدف إلى صرف الانتباه عن محاولة بونتلاند إنشاء ما وصفته بـ "جيش كبير".  في يناير 2011، نشرت صحيفة " هاتُف" التي تتخذ من هرجيسا مقراً لها مقابلة مع أتم نفى فيها أن ارتباطه بحركة الشباب في حين طلب مساعدة عسكرية من أرض الصومال.  في مايو 2011، ادعى محافظ سناج التابعة لولاية بونتلاند محمود سعيد نور أن أرض الصومال تقف وراء تجدد القتال في جلجله . 

## انشقاق أتم عنحركة الشباب
في 7 يونيو 2014، أعلنت وزارة الإعلام الصومالية أن أتم أعلن انشقاقه عن حركة الشباب، وبحسب الوزارة فإن أتم قد اتهم زعيم الحركة أحمد غودني بأن لديه أجندة خارجية قائلا: «أود أن أعلن أنه اعتبارًا من اليوم أني قررت حل مشاكلي الدينية والسياسية من خلال الوسائل السلمية والتفاهم». 
ورحبت بونتلاند بإعلان أتم انشقاقه عن الحركة و قال رئيس الولايةعبد الولي محمد علي جاس إن قرار أتوم بالانشقاق كان بمثابة هزيمة كبيرة لحركة الشباب التي يبدو أنها تتفكك. 

## اللجوء إلى قطر
ذكرت مصادر صحفية صومالية أن دولة قطر قدمت لجوءا سياسيا لأتم، في عام 2016، حيث أنه توجه إلى الدوحة في شهر فبراير من نفس السنة.
وأشارت وسائل إعلام إلى أنه تنازل عن أفكاره السابقة، في مقابلة مع تلفزيون صومالي، مؤكدا دعوته مسلحي حركة الشباب إلى العدول عن أفكارهم المتشددة والاستسلام للحكومة الصومالية، وأعلنت الأمم المتحدة ديسمبر 2014 شطبه من قائمة العقوبات الدولية، إلا أن دولا عربية من ضمنها: السعودية ومصر والإمارات والبحرين أدرجته في قوائمها للإرهاب في 23 نوفمبر 2017.

## روابط خارجية
- مقابلة مع محمد سعيد أتم

- استسلام أتم للحكومة الصومالية